# Sbrosovoye Lake
Der Sbrosovoye Lake (russisch Озеро Сбросое Osero Sbrosovoje, deutsch ‚Fehlerhafter See‘) ist ein kleiner See an der Prinzessin-Astrid-Küste des ostantarktischen Königin-Maud-Lands. In der Schirmacher-Oase liegt er 1,5 km südwestlich des Tyuleniy Point.
Teilnehmer einer sowjetischen Antarktisexpedition, die ihn auch benannten, kartierten den See im Jahr 1961. Das Advisory Committee on Antarctic Names übertrug diese Benennung 1970 in einer Teilübersetzung ins Englische.